# Український освітній центр реформ
Украї́нський осві́тній центр реформ (УОЦР) — міжнародна благодійна організація, що діє в Україні та США.

## Загальна інформація
Головним напрямком діяльності Центру є інформаційна підтримка економічних, політичних і соціальних перетворень в Україні, дедалі більше залучення українських громадян до реформування, що сприятиме побудові демократичної держави з ринковою економікою та розвитку громадянського суспільства.
Центр об'єднує експертів з питань сталого розвитку, економічних, соціальних і демократичних реформ, професіоналів, здатних створювати високоякісні теле- та радіопрограми, готувати матеріали для друкованих засобів масової інформації. Крім того, з організацією співпрацюють понад 300 журналістів з усіх регіонів України.
УОЦР — переможець багатьох конкурсів, проведених серед організаторів інформаційних кампаній. Для виконання освітніх проектів Центр одержав гранти від Агентства США з міжнародного розвитку, Фонду Чарльза Стюарта Мотта, Міжнародної організації з міграції, ПРООН, Національного фонду демократії, Міжнародного фонду «Відродження» та Фундації «Ейвон».

## Проекти
Український освітній центр реформ є переможцем багатьох конкурсів на проведення інформаційних кампаній (три з них — у співпраці з іншими НДО). Нами було отримано гранти від АМР США, Фундації Чарльза Стюарта Мотта, Фонду «Євразія», Національного фонду демократії, Міжнародного фонду «Відродження», Програми розвитку ООН, Міжнародної організації міграції та багатьох інших донорів.
На сьогодні УОЦР виконує два глобальних проекти — Українську освітню програму реформ (за грантом від АМР США) та проект «Vox Populi» («Голос громадськості»- за грантом від Фонду «Євразія»).
Українська освітня програма реформ має на меті поширення актуальної інформації з питань реформування серед громадян України, недержавних організацій, державних службовців та працівників державних установ.
«Vox Populi» («Голос громадськості») має на меті забезпечення інформування населення України, посадових осіб місцевої влади та працівників державних установ про сутність територіальної реформи в Україні, розуміння громадськості адміністративно-територіальної реформи в Україні та усвідомлення громадянами і посадовими особами місцевої влади необхідності проведення територіальної реформи та її позитивних наслідків.